# Ennerdale Water
Ennerdale Water är en sjö i Storbritannien.   Den ligger i grevskapet Cumbria och riksdelen England, i den centrala delen av landet, 400 km nordväst om huvudstaden London. Ennerdale Water ligger 114 meter över havet. Arean är 3,0 kvadratkilometer. Trakten runt Ennerdale Water består i huvudsak av gräsmarker. Den sträcker sig 2,2 kilometer i nord-sydlig riktning, och 3,8 kilometer i öst-västlig riktning.